# Wipers Times

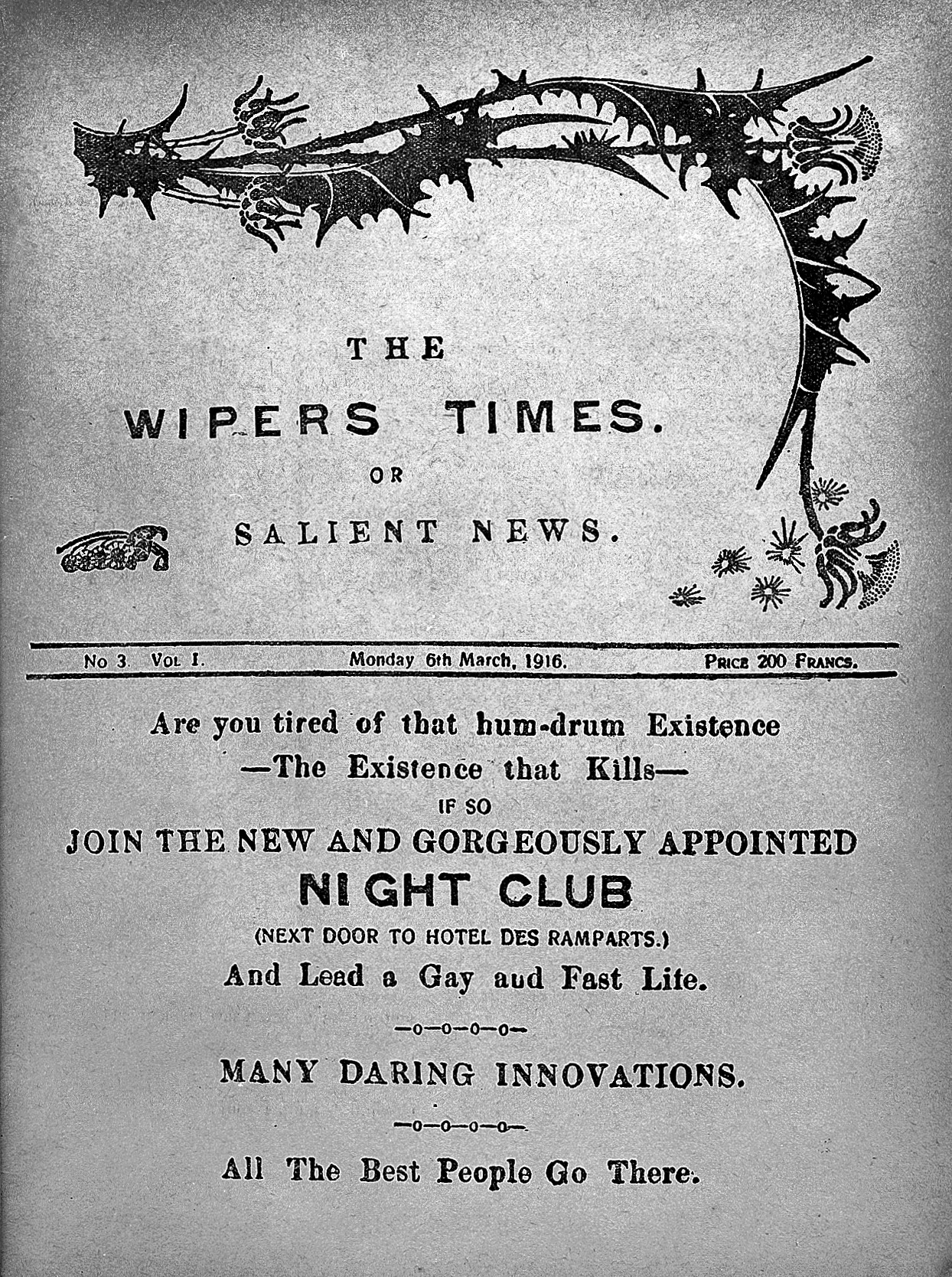
The Wipers Times, mars 1916.

Le Wipers Times est un journal de tranchées publiée par les soldats de premières lignes pendant la Première Guerre mondiale, plus précisément par les soldats anglais du 12e Bataillon Sherwood Foresters, 24e division de l'armée anglaise en France. En effet, vers 1916, ce bataillon stationné près du front à Ypres en Belgique, a pris possession d'une presse à imprimer abandonnée.